# Cryptosara auralis
Cryptosara auralis là một loài bướm đêm trong họ Crambidae.